# 小行星5008
小行星5008（英語：5008 Miyazawakenji）是一颗围绕太阳公转的小行星。1991年2月20日，杉江淳在Dynic发现了此天体，以宮澤賢治（Miyazawa Kenji）命名。
这颗小行星的绝对星等为41.81742等。